# Pièces en euro de l'Espagne

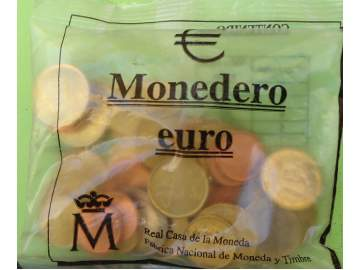
kit de démarrage espagnol, 2002.

Les pièces en euro de l'Espagne sont les pièces de monnaie en euro frappées par l'Espagne et mises en circulation par la Fabrique nationale de la monnaie et du timbre. L'euro a remplacé l'ancienne monnaie nationale, la peseta espagnole, le 1er janvier 1999 (entrée dans la zone euro) au taux de conversion de 1 euro = 166,386 pesetas. Les pièces en euro espagnoles ont cours légal dans la zone euro depuis le 1er janvier 2002.

## Pièces destinées à la circulation

### Face commune et spécifications techniques
Comme toutes les pièces en euro destinées à la circulation, les pièces espagnoles répondent aux spécifications techniques communes et présentent un revers commun utilisé par tous pays de la zone euro. Celui-ci indique la valeur de la pièce. L'Espagne utilise la deuxième version du revers depuis 2007.

### Faces nationales des pièces courantes
Les huit pièces espagnoles présentent trois dessins différents sur l'avers. Ceux-ci ont tous été adaptés en 2010. Les pièces de 1 et 2 euros ont été modifiées en 2015, à la suite de l'abdication du roi Juan Carlos Ier et l'accession au trône du roi Felipe VI.
Sur les faces nationales apparaissent :
- Pièces de 1, 2 et 5 centimes : Une vue d'une partie la façade baroque Obradoiro de la Cathédrale de Saint-Jacques-de-Compostelle, en Galice. À gauche, en arc de cercle, la mention du pays émetteur ESPAÑA. Entre les 2 tours de la cathédrale, le millésime. Le tout est entouré des 12 étoiles du drapeau européen. La gravure est de Garcilaso Rollán.
- Pièces de 10, 20 et 50 centimes : L'effigie de l'écrivain espagnol Miguel de Cervantes (1547-1616) tournée légèrement vers la gauche, à côté d'une plume et de son nom en arc de cercle Cervantes. En haut à gauche, la mention du pays émetteur ESPAÑA. En bas, le millésime. Le tout est entouré des 12 étoiles du drapeau européen. La gravure est de Begoña Castellanos.
- Pièces de 1 et 2 euros : L'effigie du roi (Juan Carlos Ier, de 1999 à 2014, puis Felipe VI, à partir de 2015), accompagné de la mention du pays émetteur ESPAÑA et du millésime. Le tout est entouré des 12 étoiles du drapeau européen, sur l'anneau extérieur.

#### 1resérie (1999-2009): Juan CarlosIer,1ertype
La série initiale a été dévoilée le 2 mars 1998 par le président du gouvernement espagnol, José María Aznar, dans les locaux de la Real Casa de la Moneda.
Dans cette première série, certaines étoiles du drapeau européen étaient en creux, alors que d'autres étaient en relief. Sur les pièces de 1 à 5 cents/centimes, cinq étoiles étaient en creux. Sur les pièces de 10 cents/centimes à 2 euros, quatre étoiles étaient en creux. Les pièces de 1 et 2 euros, réalisées par Luis José Díaz, portent le buste de Juan Carlos Ier (1938- ), roi d'Espagne, tourné légèrement vers la gauche. À gauche, la mention du pays émetteur ESPAÑA est en creux. Le millésime en 2 parties est placé entre les étoiles du drapeau européen.
Le premier millésime indiqué est 1999, année de l'adoption de l'euro sous forme non-fiduciaire, mais les pièces n'ont été mises en circulation qu'en 2002. La frappe des pièces espagnoles a commencé en juillet 1998.
La description des faces nationales de l'Espagne et des 14 autres pays ayant adopté l'euro fiduciaire en 2002 a été publiée dans le Journal officiel de l'Union européenne, le 28 décembre 2001.
| 1 centime                                      | 2 centimes       | 5 centimes                                                                    |
| ---------------------------------------------- | ---------------- | ----------------------------------------------------------------------------- |
|                                                |                  |                                                                               |
| La cathédrale de Saint-Jacques-de-Compostelle. |                  |                                                                               |
| 10 centimes                                    | 20 centimes      | 50 centimes                                                                   |
|                                                |                  |                                                                               |
| Miguel de Cervantes, écrivain espagnol.        |                  |                                                                               |
| 1 euro                                         | 2 euros          | Gravure sur la tranche (2 euros)                                              |
|                                                |                  |                                                                               |
| Juan Carlos Ier.                               | Juan Carlos Ier. | 2**, répété 6 fois, orienté alternativement de bas en haut et de haut en bas. |

#### 2esérie(2010-2014): Juan CarlosIer,2etype
L'Espagne se conforme aux recommandations de 2009 de la Commission européenne demandant que les douze étoiles du drapeau européen entourent complètement le dessin et apparaissent comme sur le drapeau. L'Espagne adapte ses pièces en 2010 :
- en rendant désormais les étoiles totalement identiques, autrement dit en les rendant toutes en relief sur les 8 valeurs ;
- en déplaçant le millésime des pièces de 1 et 2 euros au-dessus de l'épaule droite du roi ;
- en indiquant le mot ESPAÑA en relief sur les pièces de 1 et 2 euros ;
- en déplaçant la marque d'atelier derrière la nuque du roi sur les pièces de 1 et 2 euros.

| 1 centime                                      | 2 centimes       | 5 centimes                                                                    |
| ---------------------------------------------- | ---------------- | ----------------------------------------------------------------------------- |
|                                                |                  |                                                                               |
| La cathédrale de Saint-Jacques-de-Compostelle. |                  |                                                                               |
| 10 centimes                                    | 20 centimes      | 50 centimes                                                                   |
|                                                |                  |                                                                               |
| Miguel de Cervantes, écrivain espagnol.        |                  |                                                                               |
| 1 euro                                         | 2 euros          | Gravure sur la tranche (2 euros)                                              |
|                                                |                  |                                                                               |
| Juan Carlos Ier.                               | Juan Carlos Ier. | 2**, répété 6 fois, orienté alternativement de bas en haut et de haut en bas. |

#### 3esérie(2015- ): Felipe VI
À la suite de l'abdication du roi Juan Carlos Ier, le 18 juin 2014, son fils Felipe est devenu le roi Felipe VI. Les pièces de 1 et 2 euros comportent, à partir de 2015, l'effigie du roi Felipe VI, tourné vers la gauche. À gauche, la mention du pays émetteur ESPAÑA suivie du millésime. Le tout est entouré des 12 étoiles du drapeau européen, sur l'anneau extérieur. L'avers des autres pièces n'a pas été modifié.
La description des deux nouvelles faces nationales a été publiée dans le Journal officiel de l'Union européenne, le 18 novembre 2014.
| 1 centime                                      | 2 centimes  | 5 centimes                                                                    |
| ---------------------------------------------- | ----------- | ----------------------------------------------------------------------------- |
|                                                |             |                                                                               |
| La cathédrale de Saint-Jacques-de-Compostelle. |             |                                                                               |
| 10 centimes                                    | 20 centimes | 50 centimes                                                                   |
|                                                |             |                                                                               |
| Miguel de Cervantes, écrivain espagnol.        |             |                                                                               |
| 1 euro                                         | 2 euros     | Gravure sur la tranche (2 euros)                                              |
|                                                |             |                                                                               |
| Felipe VI.                                     | Felipe VI.  | 2**, répété 6 fois, orienté alternativement de bas en haut et de haut en bas. |

### Pièces commémoratives de 2 euros
L'Espagne a émis sa première pièce commémorative en 2005. Depuis 2010, elle émet chaque année une pièce consacrée à un site espagnol du Patrimoine mondial de l'Unesco.

#### De 2005 à 2009
| 2005 | |                      |
| 400e anniversaire de la première édition de L'Ingénieux Hidalgo Don Quichotte de la Manche par Miguel de Cervantes | |                      |
| | La représentation du personnage de Don Quichotte de la Manche tenant une lance, avec des moulins à vent à l'arrière-plan. À gauche, une partie de la pièce est incuse et comporte le nom du pays émetteur ESPAÑA. L'anneau externe de la pièce comporte les douze étoiles du drapeau européen, entrecoupées en bas par le millésime 2005. Sur la droite, quatre des étoiles (correspondant aux points 1, 2, 3 et 4 sur l'écran d'une horloge) sont incuses en arc. |                      |
| Graveur : Begoña Castellanos Garcia                                                                                | \| Gravure sur la tranche : \| Date : \| Tirage : \| \| \| Avril 2005 \| 8 millions de pièces \| |                      |
| Gravure sur la tranche :                                                                                           | Date : | Tirage :             |
| | Avril 2005 | 8 millions de pièces |

| 2007                               | |                      |
| 50e anniversaire du traité de Rome | |                      |
|                                    | Tous les pays de la zone euro, dont l'Espagne, ont émis le 25 mars 2007 une pièce commémorative de 2 € pour célébrer le 50e anniversaire du traité de Rome. Le centre de la pièce représente le traité signé par les six États membres fondateurs devant un arrière-plan évoquant le dallage, dessiné par Michel-Ange, de la place du Capitole, à Rome, où le traité a été signé le 25 mars 1957. Le mot EUROPA (Europe) figure au-dessus du livre. La légende TRATADO DE ROMA (Traité de Rome) et 50 AÑOS (50 ans) est inscrite au-dessus du dessin. Le millésime 2007 et le nom du pays émetteur ESPAÑA sont inscrits sous le dessin. L'anneau externe de la pièce comporte les douze étoiles du drapeau européen. |                      |
| Graveur :                          | \| Gravure sur la tranche : \| Date : \| Tirage : \| \| \| 25 mars 2007 \| 8 millions de pièces \| |                      |
| Gravure sur la tranche :           | Date : | Tirage :             |
|                                    | 25 mars 2007 | 8 millions de pièces |

| 2009                                                | |                      |
| 10e anniversaire de l'Union économique et monétaire | |                      |
|                                                     | Tous les pays de la zone euro ont émis le 1er janvier une pièce commémorative de 2 € pour célébrer le 10e anniversaire de l'Union économique et monétaire. Le centre de la pièce illustre une silhouette humaine stylisée dont le bras gauche est prolongé par le symbole de l'euro. Le nom du pays émetteur ESPAÑA apparaît dans la partie supérieure, tandis que l'indication 1999-2009 et l'acronyme UEM (pour Unión Económica y Monetaria, Union économique et monétaire) apparaissent dans la partie inférieure. L'anneau externe de la pièce représente les douze étoiles du drapeau européen. |                      |
| Graveur : Geórgios Stamatópoulos                    | \| Gravure sur la tranche : \| Date : \| Tirage : \| \| \| Janvier 2009 \| 8 millions de pièces \| |                      |
| Gravure sur la tranche :                            | Date : | Tirage :             |
|                                                     | Janvier 2009 | 8 millions de pièces |

#### De 2010 à 2019
| 2010                                                                                   | |                      |
| Le centre historique de Cordoue, inscrit au patrimoine mondial de l'UNESCO depuis 1984 | |                      |
|                                                                                        | Cette pièce est la première d'une série de pièces commémoratives sur les sites espagnols inscrits au patrimoine mondial de l'UNESCO. La pièce commémore le premier site espagnol – le centre historique de Cordoue – inscrit sur la liste du patrimoine mondial de l'UNESCO en 1984. Elle représente la « forêt de piliers » de la mosquée-cathédrale de Cordoue, témoin de l'art islamique en Europe, édifiée entre le VIIIe et le Xe siècle. L'anneau externe de la pièce comporte les douze étoiles du drapeau européen. |                      |
| Graveur : Alfonso Morales Munoz                                                        | \| Gravure sur la tranche : \| Date : \| Tirage : \| \| \| Mars 2010 \| 8 millions de pièces \| |                      |
| Gravure sur la tranche :                                                               | Date : | Tirage :             |
|                                                                                        | Mars 2010 | 8 millions de pièces |

| 2011                                                                         | |                      |
| L'Alhambra de Grenade, inscrit au patrimoine mondial de l'UNESCO depuis 1984 | |                      |
|                                                                              | La représentation du Patio de los Leones de l'Alhambra, à Grenade. Dans le bas, le nom du pays émetteur ESPAÑA et le millésime 2011. L'anneau externe de la pièce comporte les douze étoiles du drapeau européen. |                      |
| Graveur : Alfonso Morales Múñoz                                              | \| Gravure sur la tranche : \| Date : \| Tirage : \| \| \| Mars 2011 \| 8 millions de pièces \| |                      |
| Gravure sur la tranche :                                                     | Date : | Tirage :             |
|                                                                              | Mars 2011 | 8 millions de pièces |

| 2012                                                                         | |                      |
| 10e anniversaire de la mise en circulation des billets et des pièces en euro | |                      |
|                                                                              | Le dessin au centre de la pièce symbolise la place acquise en dix ans par l'euro, qui est désormais un acteur mondial à part entière, et son importance dans la vie quotidienne, différents aspects étant décrits : les citoyens (représentés par une famille de quatre personnes), le commerce (le bateau), l'industrie (l'usine) et l'énergie (les éoliennes). Le nom du pays émetteur ESPAÑA est apposé en haut de la pièce. L'anneau externe de la pièce comporte les douze étoiles du drapeau européen. |                      |
| Graveur : Helmut Andexlinger                                                 | \| Gravure sur la tranche : \| Date : \| Tirage : \| \| \| Janvier 2012 \| 8 millions de pièces \| |                      |
| Gravure sur la tranche :                                                     | Date : | Tirage :             |
|                                                                              | Janvier 2012 | 8 millions de pièces |

| 2012                                                                                         | |                      |
| La Cathédrale Sainte-Marie de Burgos, inscrite au patrimoine mondial de l'UNESCO depuis 1984 | |                      |
|                                                                                              | La représentation de la cathédrale Sainte-Marie de Burgos. Le nom du pays émetteur ESPAÑA apparaît du côté supérieur gauche. Le millésime 2012 et la marque d'atelier apparaissent du côté droit. L'anneau extérieur de la pièce comporte les douze étoiles du drapeau européen. |                      |
| Graveur : Alfonso Morales Múñoz                                                              | \| Gravure sur la tranche : \| Date : \| Tirage : \| \| \| 1er mars 2012 \| 8 millions de pièces \| |                      |
| Gravure sur la tranche :                                                                     | Date : | Tirage :             |
|                                                                                              | 1er mars 2012 | 8 millions de pièces |

| 2013                                                                                                | |                      |
| Le Site royal de Saint-Laurent-de-l'Escurial, inscrit au patrimoine mondial de l'UNESCO depuis 1984 | |                      |
| | La représentation du monastère de Saint-Laurent-de-l'Escurial. Le nom du pays émetteur ESPAÑA apparaît en haut, au centre. L'année 2013 apparaît du côté droit. L'anneau extérieur de la pièce comporte les douze étoiles du drapeau européen. |                      |
| Graveur : Alfonso Morales Múñoz                                                                     | \| Gravure sur la tranche : \| Date : \| Tirage : \| \| \| Février 2013 \| 8 millions de pièces \| |                      |
| Gravure sur la tranche :                                                                            | Date : | Tirage :             |
| | Février 2013 | 8 millions de pièces |

| 2014                                                                         | |                      |
| Œuvre d'Antoni Gaudí, inscrite au patrimoine mondial de l'UNESCO depuis 1984 | |                      |
|                                                                              | La représentation du dragon (ou salamandre) et du toit de la conciergerie du Park Güell, à Barcelone, réalisé par Antoni Gaudí. À gauche, le nom du pays émetteur ESPAÑA et le millésime 2014. À droite, la légende PARK GÜELL - GAUDÍ. L'anneau externe de la pièce comporte les douze étoiles du drapeau européen. |                      |
| Graveur : Alfonso Morales Múñoz                                              | \| Gravure sur la tranche : \| Date : \| Tirage : \| \| \| Mars 2014 \| 8 millions de pièces \| |                      |
| Gravure sur la tranche :                                                     | Date : | Tirage :             |
|                                                                              | Mars 2014 | 8 millions de pièces |

| 2014                                                                     | |                       |
| Abdication du Roi Juan Carlos Ier et accession au trône du roi Felipe VI | |                       |
|                                                                          | Le double portrait de Juan Carlos Ier et de Felipe VI (à l'avant-plan) tournés vers la gauche au-dessus du nom du pays émetteur et du millésime ESPAÑA - 2014. L'anneau externe de la pièce comporte les douze étoiles du drapeau européen. |                       |
| Graveur : Alfonso Morales Múñoz                                          | \| Gravure sur la tranche : \| Date : \| Tirage : \| \| \| Octobre / novembre 2014 \| 12 millions de pièces \| |                       |
| Gravure sur la tranche :                                                 | Date : | Tirage :              |
|                                                                          | Octobre / novembre 2014 | 12 millions de pièces |

| 2015                                                                                    | |                      |
| Grotte paléolithique d'Altamira, inscrite au patrimoine mondial de l'UNESCO depuis 1985 | |                      |
|                                                                                         | Peinture d'un bison représenté dans la grotte d'Altamira, en dessous du nom du pays émetteur ESPAÑA et au-dessus du millésime 2015. L'anneau externe de la pièce comporte les douze étoiles du drapeau européen. |                      |
| Graveur :                                                                               | \| Gravure sur la tranche : \| Date : \| Tirage : \| \| \| 1er février 2015 \| 8 millions de pièces \| |                      |
| Gravure sur la tranche :                                                                | Date : | Tirage :             |
|                                                                                         | 1er février 2015 | 8 millions de pièces |

| 2015                                 | |                      |
| 30e anniversaire du drapeau européen | |                      |
|                                      | Le drapeau européen dessiné grossièrement, entouré par douze bonshommes stylisés. En haut à droite, le nom du pays émetteur ESPAÑA suivi des années 1985-2015. L'anneau externe de la pièce comporte les douze étoiles du drapeau européen. |                      |
| Graveur : Geórgios Stamatópoulos     | \| Gravure sur la tranche : \| Date : \| Tirage : \| \| \| 3e trimestre 2015 \| 4 millions de pièces \| |                      |
| Gravure sur la tranche :             | Date : | Tirage :             |
|                                      | 3e trimestre 2015 | 4 millions de pièces |

| 2016                                                                                        | |                      |
| Vieille ville et aqueduc de Ségovie, inscrits au patrimoine mondial de l'UNESCO depuis 1985 | |                      |
|                                                                                             | Cette pièce est la septième d'une série de pièces commémoratives sur les sites espagnols inscrits au patrimoine mondial de l'UNESCO. Une partie de l'Aqueduc de Ségovie, surmontée de la mention du pays émetteur ESPAÑA et du millésime 2016. L'anneau externe de la pièce comporte les douze étoiles du drapeau européen. |                      |
| Graveur : Begoña Castellanos García                                                         | \| Gravure sur la tranche : \| Date : \| Tirage : \| \| \| 1er février 2016 \| 8 millions de pièces \| |                      |
| Gravure sur la tranche :                                                                    | Date : | Tirage :             |
|                                                                                             | 1er février 2016 | 8 millions de pièces |

| 2017                                                                                      | |                      |
| Monuments du Royaume des Asturies, inscrits au patrimoine mondial de l'UNESCO depuis 1985 | |                      |
|                                                                                           | Cette pièce est la huitième d'une série de pièces commémoratives sur les sites espagnols inscrits au patrimoine mondial de l'UNESCO. Église Santa María del Naranco à Oviedo surmontée de la mention du pays émetteur ESPAÑA et du millésime 2017. L'anneau externe de la pièce comporte les douze étoiles du drapeau européen. |                      |
| Graveur :                                                                                 | \| Gravure sur la tranche : \| Date : \| Tirage : \| \| \| 1er février 2017 \| 4 millions de pièces \| |                      |
| Gravure sur la tranche :                                                                  | Date : | Tirage :             |
|                                                                                           | 1er février 2017 | 4 millions de pièces |

| 2018 | |                |
| Centre historique de Saint-Jacques-de-Compostelle, inscrit au patrimoine mondial de l'UNESCO depuis 1985, | |                |
| | Cette pièce est la neuvième d'une série de pièces commémoratives sur les sites espagnols inscrits au patrimoine mondial de l'UNESCO. Statue de Saint Jacques devant la porte sainte de la Cathédrale de Saint-Jacques-de-Compostelle. À gauche, la mention du pays émetteur ESPAÑA. En bas, à gauche, le millésime 2018. L'anneau externe de la pièce comporte les douze étoiles du drapeau européen. |                |
| Graveur :                                                                                                 | \| Gravure sur la tranche : \| Date : \| Tirage : \| \| \| 1er février 2018 \| 300 000 pièces \| |                |
| Gravure sur la tranche :                                                                                  | Date : | Tirage :       |
| | 1er février 2018 | 300 000 pièces |

| 2018                                                                            | |                |
| 50e anniversaire de la naissance du roi Felipe VI, le 30 janvier 1968 à Madrid, | |                |
|                                                                                 | Armoiries du roi Felipe VI. En bas et vers la droite, la légende 50 ANIVERSARIO DE S.M. FELIPE VI (50e anniversaire de S.M. Felipe VI). À gauche, la mention du pays émetteur ESPAÑA et le millésime 2018. L'anneau externe de la pièce comporte les douze étoiles du drapeau européen. |                |
| Graveur :                                                                       | \| Gravure sur la tranche : \| Date : \| Tirage : \| \| \| 1er février 2018 \| 400 000 pièces \| |                |
| Gravure sur la tranche :                                                        | Date : | Tirage :       |
|                                                                                 | 1er février 2018 | 400 000 pièces |

| 2019 | |                     |
| Centre historique d'Ávila et ses églises extra-muros, inscrit au patrimoine mondial de l'UNESCO depuis 1985, | |                     |
| | Cette pièce est la dixième d'une série de pièces commémoratives sur les sites espagnols inscrits au patrimoine mondial de l'UNESCO. Trois tours de la muraille d'Ávila, surmontée par la mention du pays émetteur ESPAÑA et le millésime 2019. L'anneau externe de la pièce comporte les douze étoiles du drapeau européen. |                     |
| Graveur : | \| Gravure sur la tranche : \| Date : \| Tirage : \| \| \| 1er trimestre 2019 \| 1 million de pièces \| |                     |
| Gravure sur la tranche :                                                                                     | Date : | Tirage :            |
| | 1er trimestre 2019 | 1 million de pièces |

#### Depuis 2020
| 2020                                                                                    | |                  |
| Architecture mudéjare d'Aragon, inscrite au patrimoine mondial de l'UNESCO depuis 1986, | |                  |
|                                                                                         | Cette pièce est la onzième d'une série de pièces commémoratives sur les sites espagnols inscrits au patrimoine mondial de l'UNESCO. La Tour de San Salvador à Teruel, surmontée par la légende ARQUITECTURA MUDÉJAR DE ARAGÓN. À gauche, la mention du pays émetteur ESPAÑA, à la verticale. À droite, le millésime 2020. L'anneau externe de la pièce comporte les douze étoiles du drapeau européen. |                  |
| Graveur :                                                                               | \| Gravure sur la tranche : \| Date : \| Tirage : \| \| \| 1er février 2020 \| 4 000 000 pièces \| |                  |
| Gravure sur la tranche :                                                                | Date : | Tirage :         |
|                                                                                         | 1er février 2020 | 4 000 000 pièces |

| 2021                                                                               | |                  |
| Ville historique de Tolède, inscrite au patrimoine mondial de l'Unesco depuis 1986 | |                  |
|                                                                                    | Cette pièce est la douzième d'une série de pièces commémoratives sur les sites espagnols inscrits au patrimoine mondial de l'UNESCO. La Puerta del Sol devant un détail de l'arche sainte de l'ancienne synagogue El Tránsito (aujourd'hui un musée). À gauche, la mention du pays émetteur ESPAÑA au-dessus du millésime 2020. L'anneau externe de la pièce comporte les douze étoiles du drapeau européen. |                  |
| Graveur :                                                                          | \| Gravure sur la tranche : \| Date : \| Tirage : \| \| \| Juillet 2021 \| 4 000 000 pièces \| |                  |
| Gravure sur la tranche :                                                           | Date : | Tirage :         |
|                                                                                    | Juillet 2021 | 4 000 000 pièces |

| 2022                       | |                  |
| parc national de Garajonay | |                  |
|                            | Cette pièce est la treizième d'une série de pièces commémoratives sur les sites espagnols inscrits au patrimoine mondial de l'UNESCO. |                  |
| Graveur :                  | \| Gravure sur la tranche : \| Date : \| Tirage : \| \| \| Mars 2022 \| 1 000 000 pièces \|                                           |                  |
| Gravure sur la tranche :   | Date : | Tirage :         |
|                            | Mars 2022 | 1 000 000 pièces |

| 2022                                                                                    |                                                                                             |                  |
| 500e anniversaire du 1er tour du monde par Fernand de Magellan et Juan Sebastián Elcano |                                                                                             |                  |
|                                                                                         |                                                                                             |                  |
| Graveur :                                                                               | \| Gravure sur la tranche : \| Date : \| Tirage : \| \| \| Mars 2022 \| 1 000 000 pièces \| |                  |
| Gravure sur la tranche :                                                                | Date :                                                                                      | Tirage :         |
|                                                                                         | Mars 2022                                                                                   | 1 000 000 pièces |

| 2022                                                | |
| 35e anniversaire du programme Erasmus, créé en 1987 | |
|                                                     | Tous les pays de l'Union européenne utilisant l'euro émettent une pièce de 2 euros commémorative pour le 35e anniversaire du programme Erasmus. Le philosophe, humaniste et théologien néerlandais Érasme écrivant, d'après le tableau Desiderius Erasmus de Hans Holbein le Jeune, entouré d'une série de lien formant des étoiles et le nombre 35. Sur son flanc, les années 1987-2022, les mots ERASMUS PROGRAMME et la mention du pays émetteur ESPAÑA. L'anneau externe de la pièce comporte les douze étoiles du drapeau européen. |
| Graveur : Joaquin Jimenez                           | \| Gravure sur la tranche : \| Tirage : \| \| \| 1 million de pièces \| |
| Gravure sur la tranche :                            | Tirage : |
|                                                     | 1 million de pièces |

| 2023                     | |                  |
| Vieille ville de Cáceres | |                  |
|                          | Cette pièce est la quatorzième d'une série de pièces commémoratives sur les sites espagnols inscrits au patrimoine mondial de l'UNESCO. Sur la pièce figurent la Plaza Major et sa Tour de Bujaco. Sur le côté supérieur droit et en lettres majuscules figurent le nom du pays émetteur «ESPAÑA» et l’année de frappe «2023». Sur le côté droit, en haut, figure la marque d’atelier. |                  |
| Graveur :                | \| Gravure sur la tranche : \| Date : \| Tirage : \| \| \| 28 mars 2023 \| 1 500 000 pièces \| |                  |
| Gravure sur la tranche : | Date : | Tirage :         |
|                          | 28 mars 2023 | 1 500 000 pièces |

| 2023                                                          | |                  |
| Présidence espagnole du Conseil de l'Union européenne en 2023 | |                  |
|                                                               | Le dessin comporte deux motifs. Le premier est le logo de la présidence espagnole du Conseil de l’UE, entouré des inscriptions «ESPAÑA 2023 – PRESIDENCIA ESPAÑOLA» et «CONSEJO DE LA UNIÓN EUROPEA» (Espagne 2023 – Présidence espagnole et Conseil de l’Union européenne) |                  |
| Graveur :                                                     | \| Gravure sur la tranche : \| Date : \| Tirage : \| \| \| 1er juin 2023 \| 1 500 000 pièces \| |                  |
| Gravure sur la tranche :                                      | Date : | Tirage :         |
|                                                               | 1er juin 2023 | 1 500 000 pièces |

| 2024                         | |                  |
| Centre historique de Séville | |                  |
|                              | Cette pièce est la quinzième d'une série de pièces commémoratives sur les sites espagnols inscrits au patrimoine mondial de l'UNESCO. Le dessin représente une vue du Patio des Demoiselles (Patio de las Doncellas) de l'Alcazar de Séville. Au-dessus est inscrit en majuscules et en arc de cercle le nom SEVILLA. |                  |
| Graveur :                    | \| Gravure sur la tranche : \| Date : \| Tirage : \| \| \| 2024 \| 1 500 000 pièces \| |                  |
| Gravure sur la tranche :     | Date : | Tirage :         |
|                              | 2024 | 1 500 000 pièces |

| 2024                                      | |                  |
| 200e anniversaire de la police nationale, | |                  |
|                                           | Le dessin représente l'emblème de la police nationale. Il est entouré de la légende suivante: «ESPANA- POLICIA NACIONAL 1824-2024». En bas à droite de l'emblème figure la marque d'atelier de la Monnaie espagnole, qui est un M surmonté d'une couronne. |                  |
| Graveur :                                 | \| Gravure sur la tranche : \| Date : \| Tirage : \| \| \| 2024 \| 1 500 000 pièces \| |                  |
| Gravure sur la tranche :                  | Date : | Tirage :         |
|                                           | 2024 | 1 500 000 pièces |

### Tirage des pièces de circulation courante
|      | 1 ct  | 2 ct  | 5 ct  | 10 ct | 20 ct | 50 ct | 1 €   | 2 €   |
| 1999 | 722,0 | 291,6 | 483,5 | 588,0 | 761,4 | 371,0 | 100,2 | 60,5  |
| 2000 | 81,1  | 711,7 | 399,9 | 242,3 | 30,2  | 519,7 | 89,1  | 36,6  |
| 2001 | 132,1 | 462,7 | 216,0 | 161,7 | 146,5 | 350,9 | 259,3 | 140,1 |
| 2002 | 141,2 | 4,2   | 8,3   | 113,2 | 91,6  | 9,9   | 335,6 | 163,0 |
| 2003 | 670,5 | 31,6  | 327,6 | 292,5 | 4,1   | 6,0   | 297,4 | 45,5  |
| 2004 | 206,7 | 206,6 | 258,7 | 121,9 | 3,9   | 4,4   | 98,7  | 4,1   |
| 2005 | 444,2 | 275,1 | 411,4 | 321,4 | 4,0   | 3,9   | 77,8  | 4,0   |
| 2006 | 383,9 | 262,0 | 143,2 | 91,8  | 104,9 | 4,0   | 101,6 | 4,0   |
| 2007 | 384,3 | 185,5 | 247,2 | 132,7 | 46,4  | 4,0   | 150,6 | 4,0   |
| 2008 | 374,7 | 192,4 | 239,2 | 142,4 | 102,3 | 4,0   | 154,5 | 19,5  |
| 2009 | 131,5 | 169,1 | 227,8 | 151,4 | 77,5  | 4,0   | 60,6  | 17,5  |
| 2010 | 227,4 | 153,2 | 203,2 | 105,0 | 4,0   | 4,0   | 40,1  | 4,0   |
| 2011 | 339,3 | 96,6  | 97,2  | 4,5   | 4,0   | 4,1   | 100,5 | 4,0   |
| 2012 | 400,6 | 99,6  | 49,8  | 3,7   | 26,2  | 4,0   | 3,4   | 4,0   |
| 2013 | 297,5 | 200,6 | 9,8   | 3,3   | 4,0   | 4,0   | 4,0   | 4,0   |
| 2014 | 65,0  | 19,4  | 119,9 | 80,1  | 29,6  | 3,8   | 15,3  | 3,6   |
| 2015 | 476,8 | 162,8 | 55,3  | 4,0   | 4,1   | 4,1   | 4,3   | 3,9   |
| 2016 | 423,1 | 229,9 | 271,0 | 66,9  | 65,8  | 44,7  | 92,2  | 4,7   |

## Pièces de collection
L'Espagne émet également des pièces de collection qui ne peuvent être utilisées dans les autres pays.